# Phaonia hamiloba
Phaonia hamiloba este o specie de muște din genul Phaonia, familia Muscidae, descrisă de Ma și Wang în anul 1992.
Este endemică în Qinghai. Conform Catalogue of Life specia Phaonia hamiloba nu are subspecii cunoscute.